# Manduca albiplaga
Manduca albiplaga is een vlinder uit de familie pijlstaarten (Sphingidae). De soort komt voor van Brazilië in het zuiden tot het zuiden van Mexico in het noorden. De spanwijdte is ongeveer 12 - 18 cm.

## Waardplanten
Waardplanten voor deze soort zijn Cordia van de Boraginaceae-familie en planten in de Annonaceae-familie inclusief Rollinia deliciosa.